# Coolaney
Coolaney is een plaats in het Ierse graafschap Sligo. De plaats telt 167 inwoners.